# 白花碎米荠
白花碎米荠（学名：Cardamine leucantha）为十字花科碎米荠属的植物。分布于日本、西伯利亚、朝鲜以及中国大陆的河南、江苏、安徽、陕西、浙江、湖北、山西、江西、甘肃、河北等地，生长于海拔200米至2,000米的地区，多生长于山坡湿草地、路边、杂木林下以及山谷沟边阴湿处，目前尚未由人工引种栽培。

## 别名
山荠菜（东北植物检索表）

## 异名
- Cardamine leucantha (Tausch) O. E. Schulz var. crenata D. C. Zhang
- Cardamine cathayensis
- Dentaria leucantha
- Dentaria dasyloba
- Cardamine dasyloba
- Dentaria macrophylla var. dasyloba
- Cardamine macrophylla var. parviflora